# Табір національного єднання

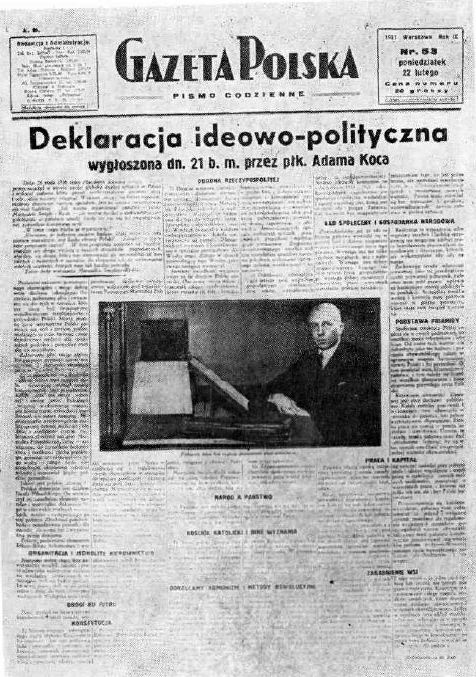
Декларація політичної програми OZN у ' 22 лютого 1937

Табір Національного Єднання (пол. Obóz Zjednoczenia Narodowego Польська вимова: [ˈɔbuz zjɛdnɔˈtʂɛɲa narɔdɔˈvɛɡɔ], скорочено "OZN"; і часто називають "Ozon" (польською "озон")) — польська урядова політична організація «пілсудчиків»), що діяла в період з 1937 по 1939 рр.
Про створення організації оголосив 21 лютого 1937 по радіо Адам Коц від імені маршала Едварда Ридз-Смігли. Діяла на всій території Польщі, в тому числі Західної Білорусії та Західної України. У 1938 налічувала 100 тисяч членів.
Офіційним пропагандистським гаслом ТНЄ стала вимога підвищити обороноздатність держави, об'єднання всіх польських сил для спільних дій, посилення розвитку Польщі а також для захисту Квітневої конституції 1935. OZN була сильно провійськовою, і її політики намагалися зобразити маршала Ридз-Смігли спадкоємцем маршала Юзефа Пілсудського, описуючи Ридз-Смігли як «другу особу в країні» після президента Мосцицького — твердження, яке не мало підґрунтя в Конституції Польщі. Добробут особистості ставився в залежність від добробуту держави. Поточні труднощі пояснювалися недостатнім використанням і координацією сил польського народу.